# 科希策2區
48°42′40″N 21°12′25″E / 48.711°N 21.207°E

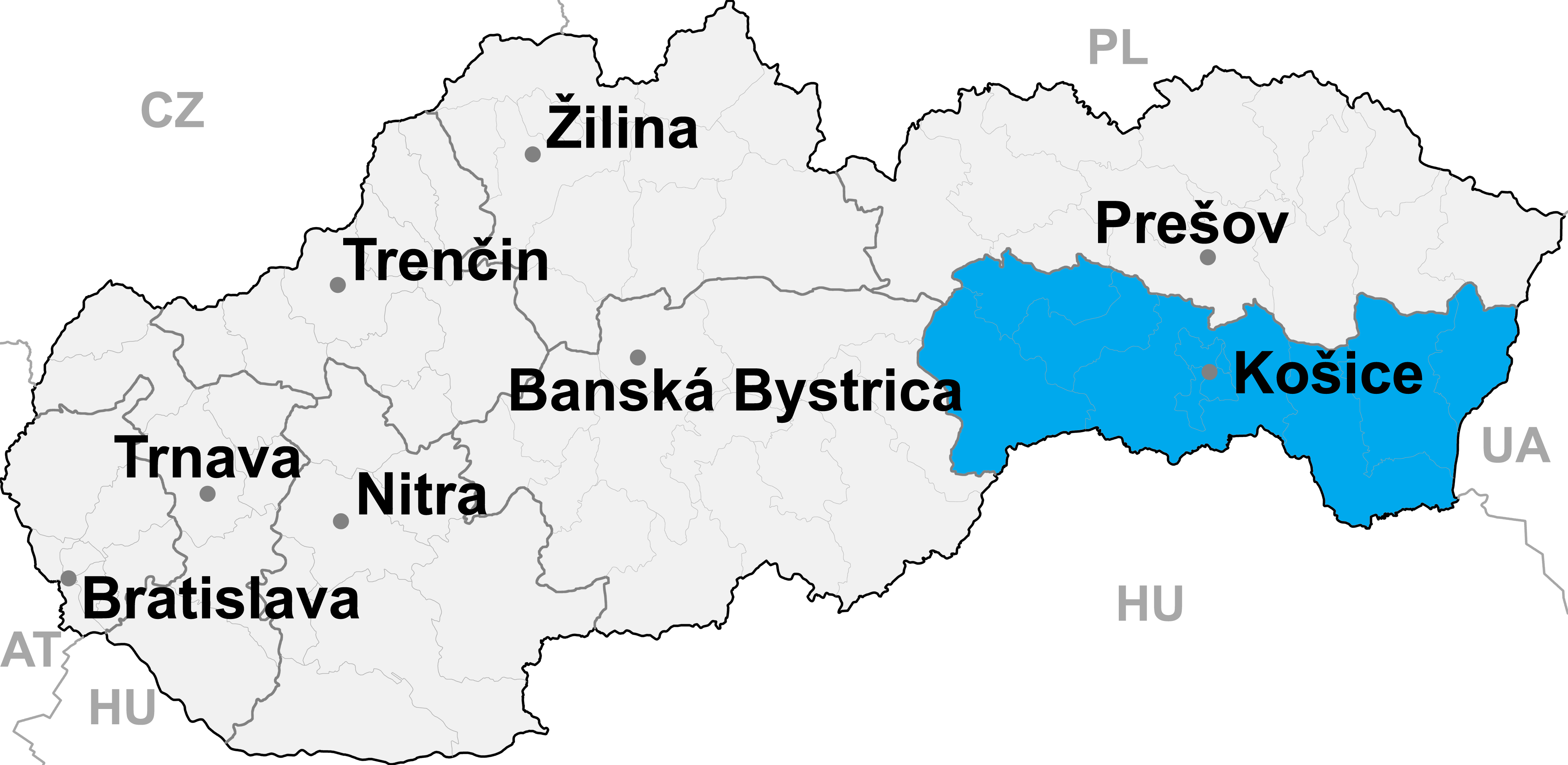

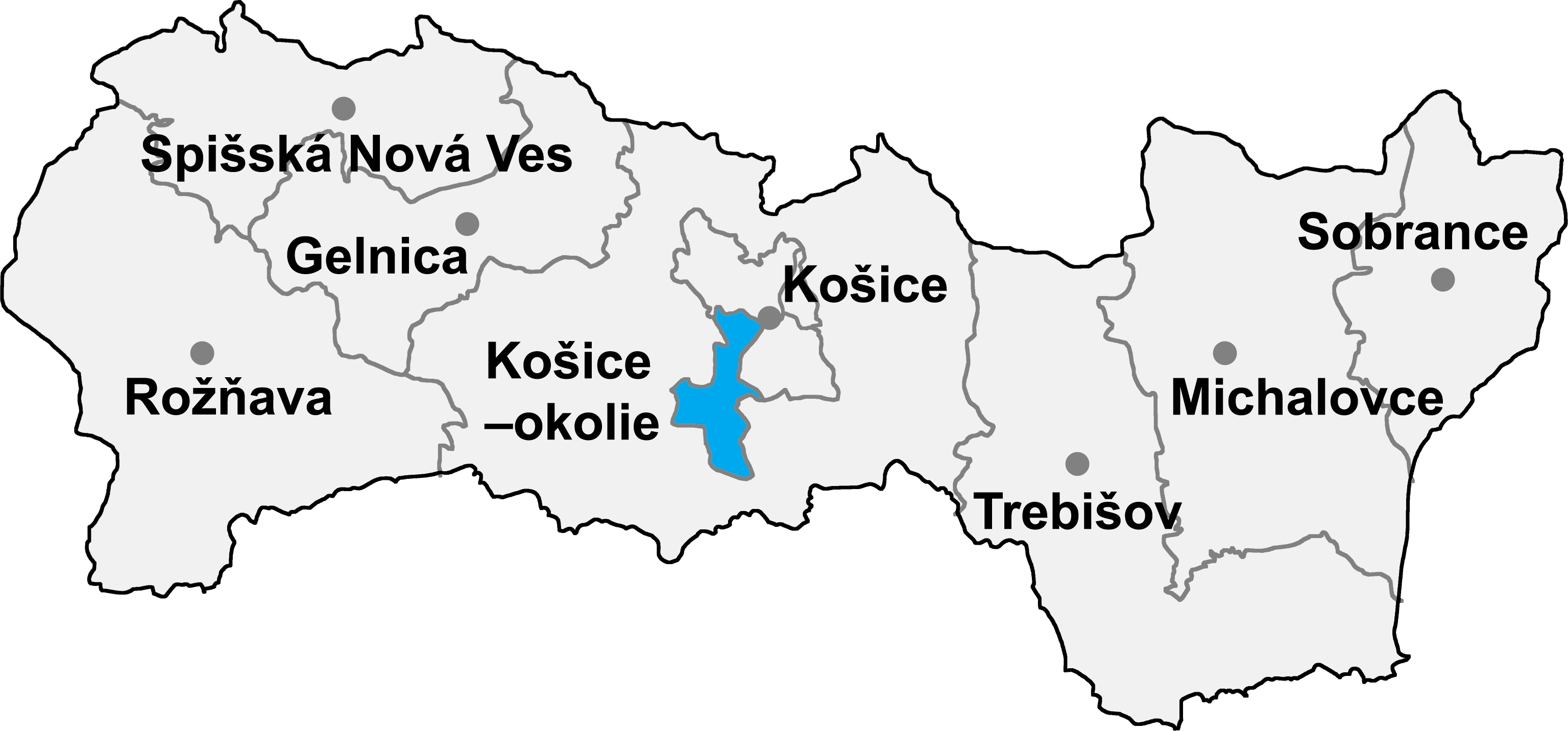

科希策2區，是斯洛伐克的一個區，位於該國東南部，由科希策州負責管轄，面積81平方公里，2001年該區人口79,934，人口密度每平方公里990人。